# Hồ Schliersee
Schliersee là hồ thiên nhiên ở Oberbayern gần dãy núi Bayerische Alpen. Nó nằm bên thị xã cùng tên Schliersee ở huyện Miesbach.
Hồ có bề mặt 2,241 kilômét vuông (865 dặm Anh) ở độ cao 777 mét , chiều dài tối đa 2,3 kilômét (1,4 mi) với chiều ngang 1,3 kilômét (0,81 mi). Độ sâu trung bình là 20 mét (66 ft) Độ sâu tối đa là 40 mét (130 ft). Đảo duy nhất là đảo Wörth, nằm gần như ở giữa hồ.